# Pasym (gmina)
Pasym – gmina miejsko-wiejska w województwie warmińsko-mazurskim, w powiecie szczycieńskim. W latach 1975–1998 gmina położona była w województwie olsztyńskim.
Siedziba gminy to Pasym.
Według danych z 30 czerwca 2004 gminę zamieszkiwało 5156 osób. Natomiast według danych z 31 grudnia 2017 roku gminę zamieszkiwało 5382 osób. Według najnowszych danych z 31 grudnia 2019 roku gminę zamieszkiwało 5312 osób.

## Struktura powierzchni
Według danych z roku 2002 gmina Pasym ma obszar 149,4 km², w tym:
- użytki rolne: 46%
- użytki leśne: 31%
- wody:11%

Gmina stanowi 7,73% powierzchni powiatu.

## Demografia

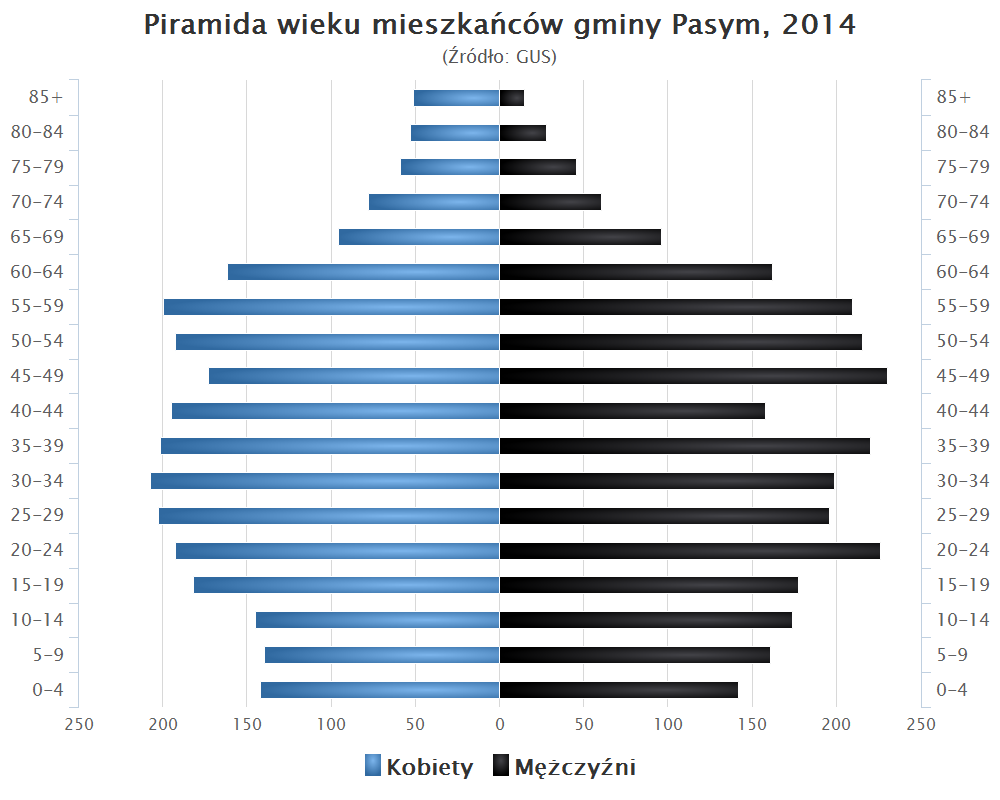
Piramida wieku mieszkańców gminy Pasym w 2014 roku

Dane z 30 czerwca 2004:
| Opis                              | Ogółem | Ogółem | Kobiety | Kobiety | Mężczyźni | Mężczyźni |
| --------------------------------- | ------ | ------ | ------- | ------- | --------- | --------- |
| jednostka                         | osób   | %      | osób    | %       | osób      | %         |
| populacja                         | 5156   | 100    | 2589    | 50,2    | 2567      | 49,8      |
| gęstość zaludnienia (mieszk./km²) | 34,5   | 34,5   | 17,3    | 17,3    | 17,2      | 17,2      |

## Sołectwa
Dybowo, Dźwiersztyny, Elganowo, Grom, Grzegrzółki, Jurgi, Krzywonoga, Leleszki, Michałki-Miłuki, Narajty, Rusek Wielki, Rutki-Tylkówko, Siedliska, Tylkowo

## Pozostałe miejscowości
Gaj, Łysa Góra, Otole, Pasym (osada), Rudziska Pasymskie.

## Sąsiednie gminy
Dźwierzuty, Jedwabno, Purda, Szczytno